# Hans-Joachim Stuck
Hans-Joachim "Strietzel" Stuck ou mais conhecido como Hans Stuck (Garmisch-Partenkirchen, 1 de Janeiro de 1951) é um piloto de carros alemão. Competiu em diversos tipos de prova, incluindo a Fórmula 1. É filho do lendário Hans Stuck. Desde jovem, seu pai o ensinou a pilotar em Nürburgring, o que o levou a sua primeira vitória com 19 anos em 1970 na corrida de 24 horas. Ganhou lá novamente em 1998 e 2004 conduzindo um BMW.
Sempre amigável e divertido, o alto e louro bávaro vivendo na Áustria recebeu a alcunha de Strietzel, uma torta doce. Ele também é conhecido por Mestre da Chuva devido a sua habilidade em correr em pistas molhadas. 
Em 1972, Stuck juntou-se a Jochen Mass para pilotar um  Ford Capri RS2600 na vitória das 24 Horas de Spa, na Bélgica. Suas campanhas como piloto de BMW 3.0 CSL "Batmóvel" tiveram muito sucesso em 1974 e 1975, no DRM da Alemanha, bem como nos Estados Unidos da América juntamente com Ronnie Peterson. Mais tarde na década de 1970, ele correu com um BMW 320i, motor turbo.
Depois de algum sucesso na Fórmula 2 com a March-BMW, ele entrou também para a Fórmula 1 com a March. Ao todo, Stuck participou de 81 Grands Prix, estreando em 13 de janeiro de 1974. Ele conseguiu dois pódios e somou 29 pontos no campeonato. Stuck teve sucesso em 1977 pela Brabham-Alfa, quando liderou o USA West Grand Prix, em Watkins Glen na chuva, mas foi substituído por Niki Lauda em 1978. Stuck perdeu a oportunidade de ir para a Williams F1 antes dela tornar-se uma equipe famosa.
Devido a sua grande estatura (194 cm), ele não adaptou-se muito bem aos cockpits dos carros da F1 do final da década de 1970. Deixou então a F1 para não ter ferimentos nas pernas, como os sofridos por Ronnie Peterson, Clay Regazzoni, Marc Surer e outros.
Stuck continuou participando de eventos de corridas na classe turismo e em carros esportivos por todo o mundo, vencendo duas vezes as 24 Horas de Le Mans com um Porsche 962, foi campeão da DTM em 1990 com um Audi antes de retornar a Porsche até as 24 Horas de Le Mans em 1997. Desde então, ele tem permanecido na BMW.
Em 2006, Stuck correu na temporada inaugural da fórmula Grand Prix Masters para ex-pilotos de Fórmula 1 conseguindo um sexto lugar na primeira corrida do evento no circuito de Kyalami, na África do Sul nos dias 11-13 de novembro de 2005.

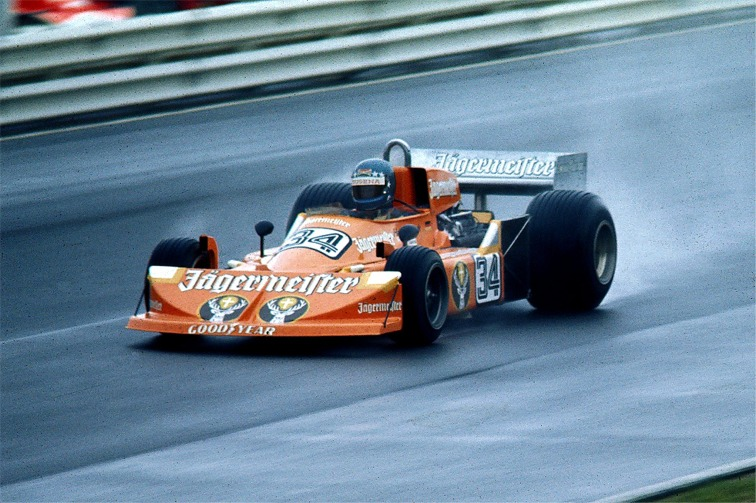
Stuck correndo em Nürburgring em 1976.